# Гостинодворская церковь
Гостинодворская церковь Николая Чудотворца — православный храм при Гостином дворе в Казани. Существующее здание церкви (в прошлом шатровое) было выстроено в 1860-е гг. на месте шатрового храма XVI века.

## История

### В XVI—XVII веках
Храм, именуемый «Никола чюдотворец Гостин», существовал, согласно писцовым книгам, уже в 1565 году. Находившаяся при Гостином дворе, «на торгу», церковь была освящена в честь покровителя торговцев Святителя и Чудотворца Николая Угодника. Точное время постройки каменного храма неизвестно, но архитектурные формы позволяют утверждать, что это произошло в XVI веке.
Писцовые книги свидетельствуют: «Церковь Никола чюдотворец Гостин ружная позади рыбного ряду, поставление и все церковное строение попа Григорья да мирское. А у церкви во дворе поп Григореи, во дворе дьякон Петр Исаков сын, что был Русиновскои двор Русанова ярославца на посадском месте. В келье понамарь, в келье проскурница. Да две кельи, а в них живут нищие старцы, питаютца от церкви Божии. А государева жалованья годовые руги попу четыре рубли денег да хлеба четыре четверти с осминою ржи, да четыре четверти с осминою овса в болшую меру. Да церковные руги за воск и за ладон, и за темьян, и за вино церковное четырнатцеть алтын без дву денег. Да пономарю полтина денег да две чети с полуосминою ржи, да две чети с полуосминою овса в болшую меру. От Николы чюдотворца позади Гостина двора в переулке дворы по обе стороны».
Священником в церкви служил будущий патриарх Московский и всея Руси Гермоген, с именем которого связано обретение в 1579 году чудотворной Казанской иконы Божией Матери.
В 1594 году митрополит Казанский и Астраханский Гермоген писал в «Повести о явлении и чудесах Казанской иконы Богородицы»: «Я же тогда служил в чине священника у святого Николы, именуемого Гостиным; и сколь ни был каменносердечен, но все же прослезился, и припал к образу Богородицы, и к Превечному Младенцу Спасителю Христу, и к самой чудотворной иконе, а потом поклонился архиепископу и испросил его благословения: да повелит мне взять пречудную икону Богородицы. Архиепископ же благословил меня и повелел мне взять <икону>».
В начале XVII века к храму был пристроен придел в честь Казанской иконы Божией Матери. В 1634 году рядом с тёплой Николо-Гостинодворской церковью возвели холодную Преображенскую церковь.

### В XVIII—XX веках

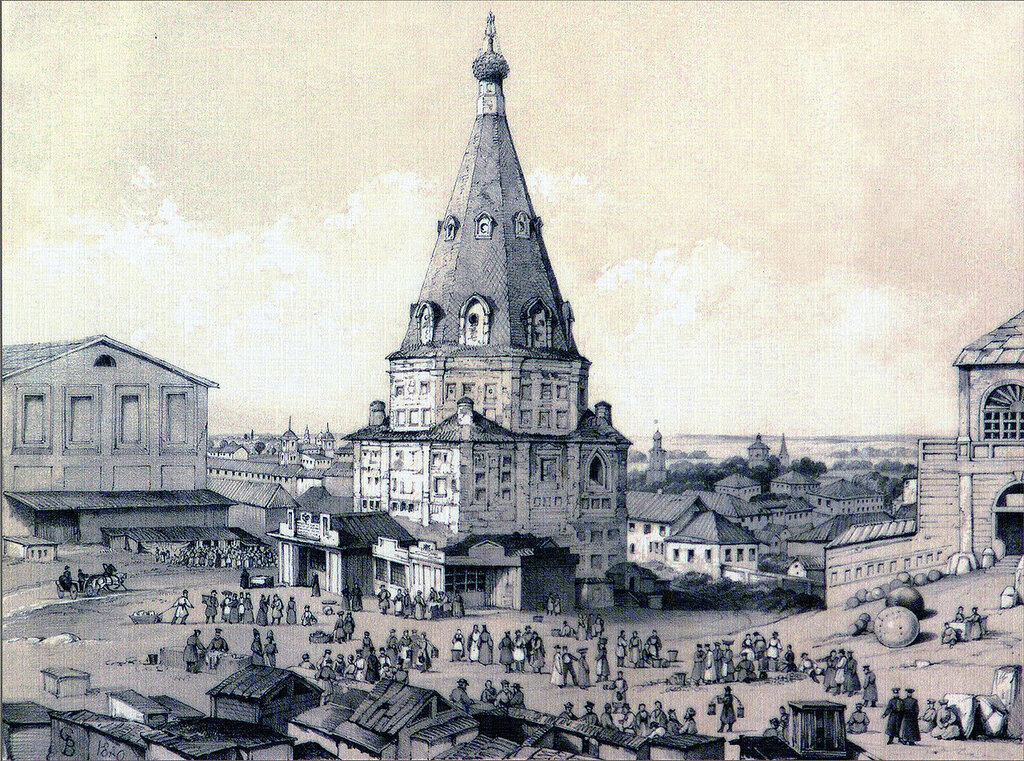
Николо-Гостинодворская церковь в Гостином дворе в 1830-е годы
Рисунок Эдуарда Турнерелли

После пожаров 1742 и 1774 годов и из-за упадка самого Гостиного двора Николо-Гостинодворская церковь потеряла былое значение, богослужения здесь совершались редко. В 1790 году из-за ветхости Преображенская церковь была снесена. В 1797 году приход Николо-Гостинодворской церкви был упразднён, а сама церковь приписана к Петропавловскому собору. В 1824 году храм оказался на грани полного разрушения, в 1825 году была разобрана паперть.
Главной святыней Николо-Гостинодворской церкви, привлекавшей множество богомольцев, была икона Святителя Николая, обретённая в 1777 году в развалинах одной из сожжённых пугачёвцами церквей. В 1830 году во время эпидемии холеры в домах, куда носили эту икону, не было умерших. В 1842 году посчитали, что именно эта икона спасла от пожара Николо-Низскую церковь, расположенную под Николо-Гостинодворской церковью.
В начале XIX века епархия несколько раз принимала решение разобрать и упразднить совсем Николо-Гостинодоворскую церковь, но всякий раз городские власти и гостинодворские купцы брались восстановить и благоустроить храм. Проект обновления Николо-Гостинодворской церкви, составленный в 1854 году, был утверждён императором Николаем I, но средств на строительство тогда не было. Только в 1861 году казанские купцы Фёдор Егорович Постников (1806—1881) и Евдоким Савватеевич Савватеев (умер в 1886) взялись за восстановление храма.
В 1864—1870 годах на пожертвованные ими средства Николо-Гостинодворская церковь была перестроена. Хотя храм фактически был выстроен заново, формы и декор XVI века в новом проекте были учтены.
Иконостас новой церкви проектировал архитектор П. В. Тихомиров. Поскольку практически всё имущество старой церкви погибло в пожарах, Постников и Савватеев приобрели иконы и утварь.
За труды в восстановлении Гостинодворского храма Фёдор Постников был награждён Орденом Святой Анны 3-й степени, а Евдоким Савватеев — золотой медалью.
В 1929 году Николо-Госинодворская церковь была закрыта.

### Духовенство
В 1889—1906 годах настоятелем храма являлся Афанасий Федорович Воскресенский (1848 —- 1906), уроженец села Яндоба Ядринского уезда Казанской губернии, выпускник Казанской духовной семинарии 1872 года.

## Архитектура

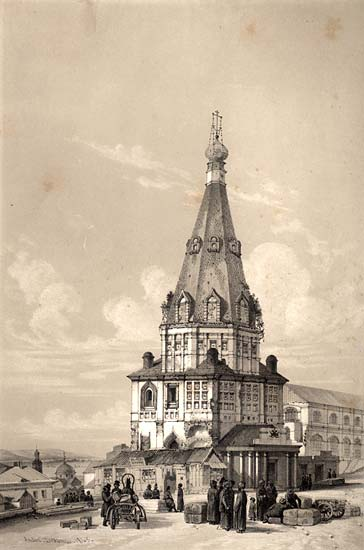
Николо-Гостинодворская церковь в Гостином дворе в 1840-е годы (А. Дюран)

До перестройки Николо-Гостинодворская церковь представляла собой квадратное строение с высоким шатровым завершением. На литографии Э. Турнерелли 1839 года она запечатлена как квадратное в плане здание — массивный куб четверика с четырьмя маленькими главками по углам, на котором стоит низкий восьмерик с высоким шатром. Шатёр завершала небольшая чешуйчатая главка. Пирамиду шатра прорезали два ряда оконных проёмов.
В 1990-е годы доктор архитектуры Г. Н. Айдарова-Волкова (г. Казань), ссылаясь на особенности «архитектурного образа» Николо-Гостинодворской церкви, высказала гипотезу о том, что «церковь могла быть в ханский период дюрбе или Пятничной мечетью с небольшим кладбищем и подземными захоронениями вокруг». Однако эта гипотеза не находит никакого документального и историко-археологического подтверждения.
В результате перестроек к увеличенной трапезной присоединены боковые приделы, а ниже по рельефу к фасаду воздвигнута шатровая колокольня с октогоном яруса звона на высоком четверике. Храм стал трёхпрестольным: главный престол — во имя святого Николая Чудотворца, в правом приделе — в честь Преображения Господня, в левом — в честь чудотворной Казанской иконы Божией Матери. Под церковью были устроены лавки и кладовые, сдаваемые в наём, доход шёл на содержание церкви. Позднее с западного фасада была выстроена часовня.
Храм выстроен в традициях архитектуры XVI века с элементами эклектики.
Декоративное убранство фасадов, выполненное в XIX веке, имеет стилизаторский характер. Прямоугольные нижние проёмы храма и трапезной обрамлены полуколонками и «петушиными гребешками». В завершениях стен проложены ряды квадратных ступенчатых ширинок. Под арочными проёмами яруса звона колокольни и храмового шатра были выполнены килеобразные завершения.
Верхние подшатровые объёмы храма и колокольни не сохранились.

## Современное состояние
В настоящее время здание бывшей Николо-Гостинодворской церкви лишено обоих шатров и глубоко ушло в землю.
До 2017 года в нём располагались архивные службы, в том числе аппарат Главного архивного управления при Кабинете министров Республики Татарстан (с 31 мая 2016 года — Государственного комитета Республики Татарстан по архивному делу).

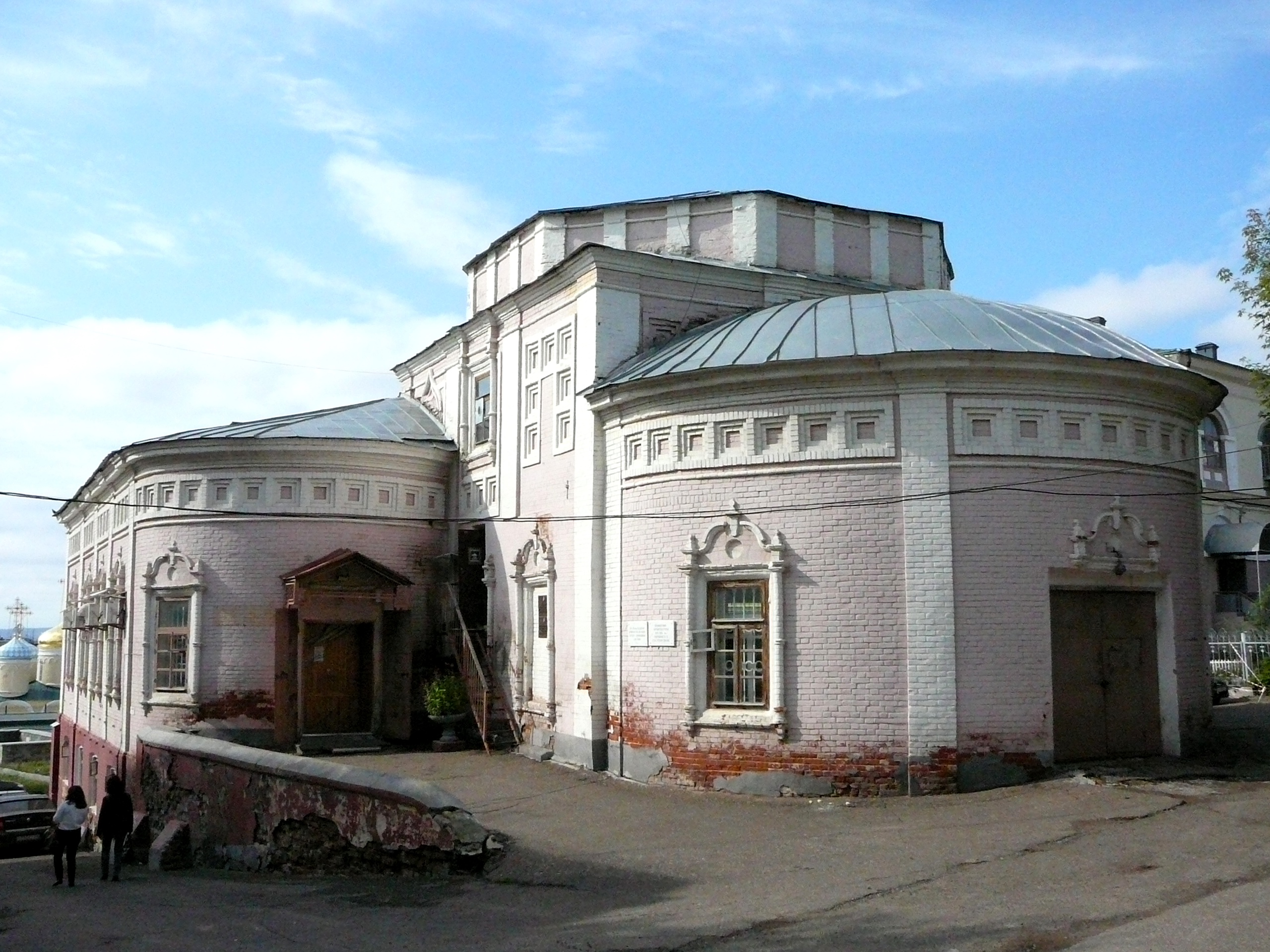
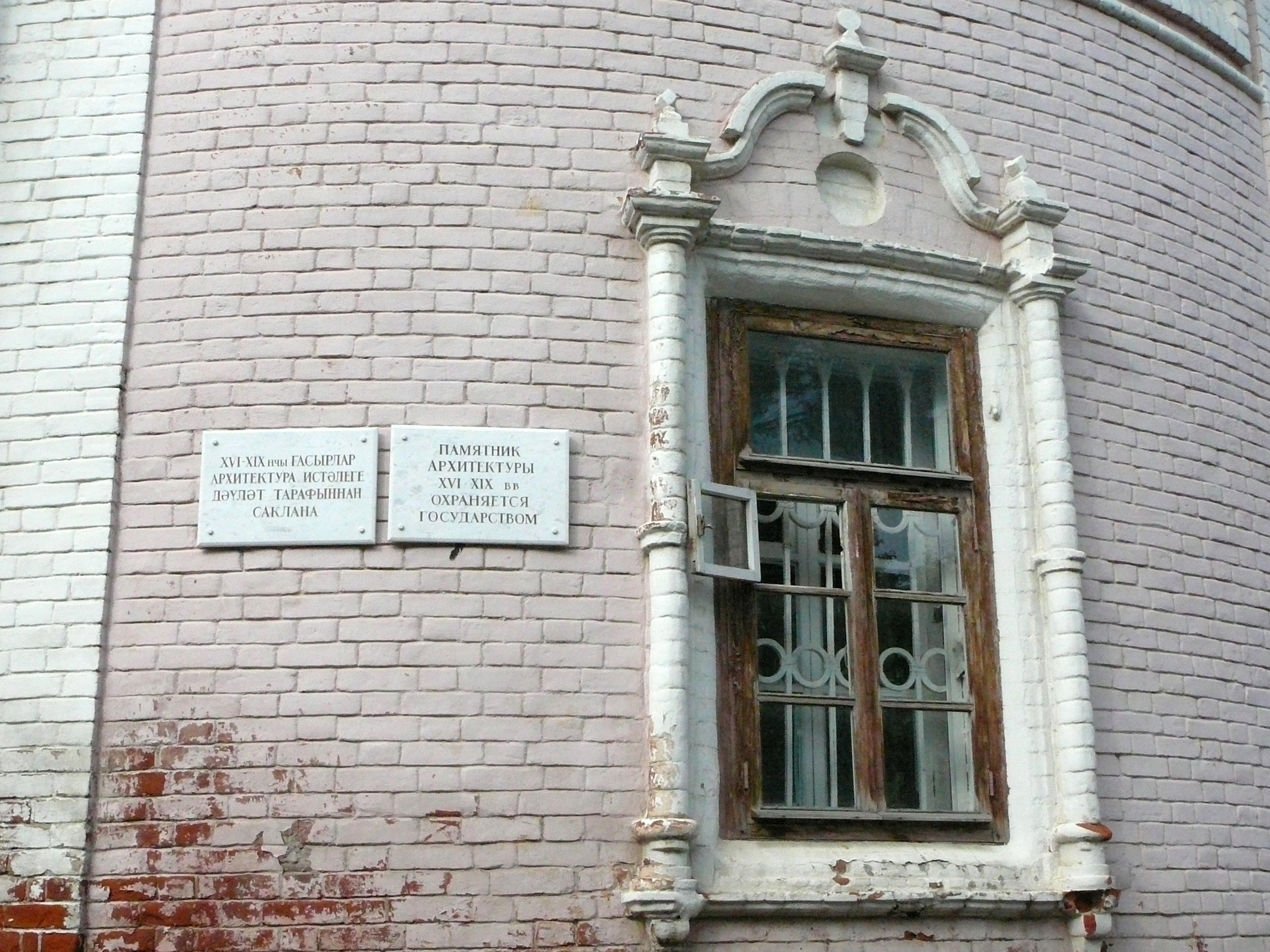
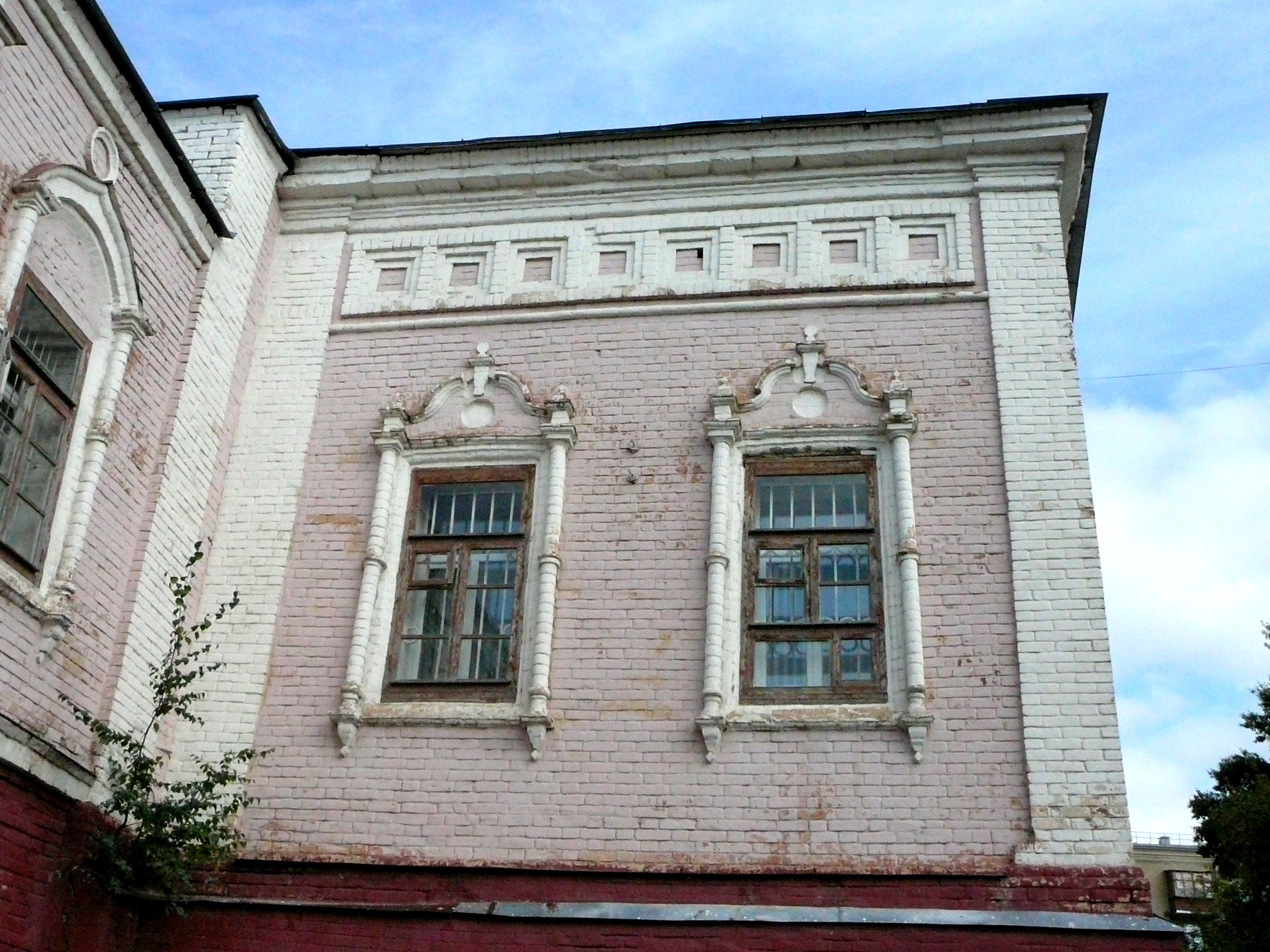
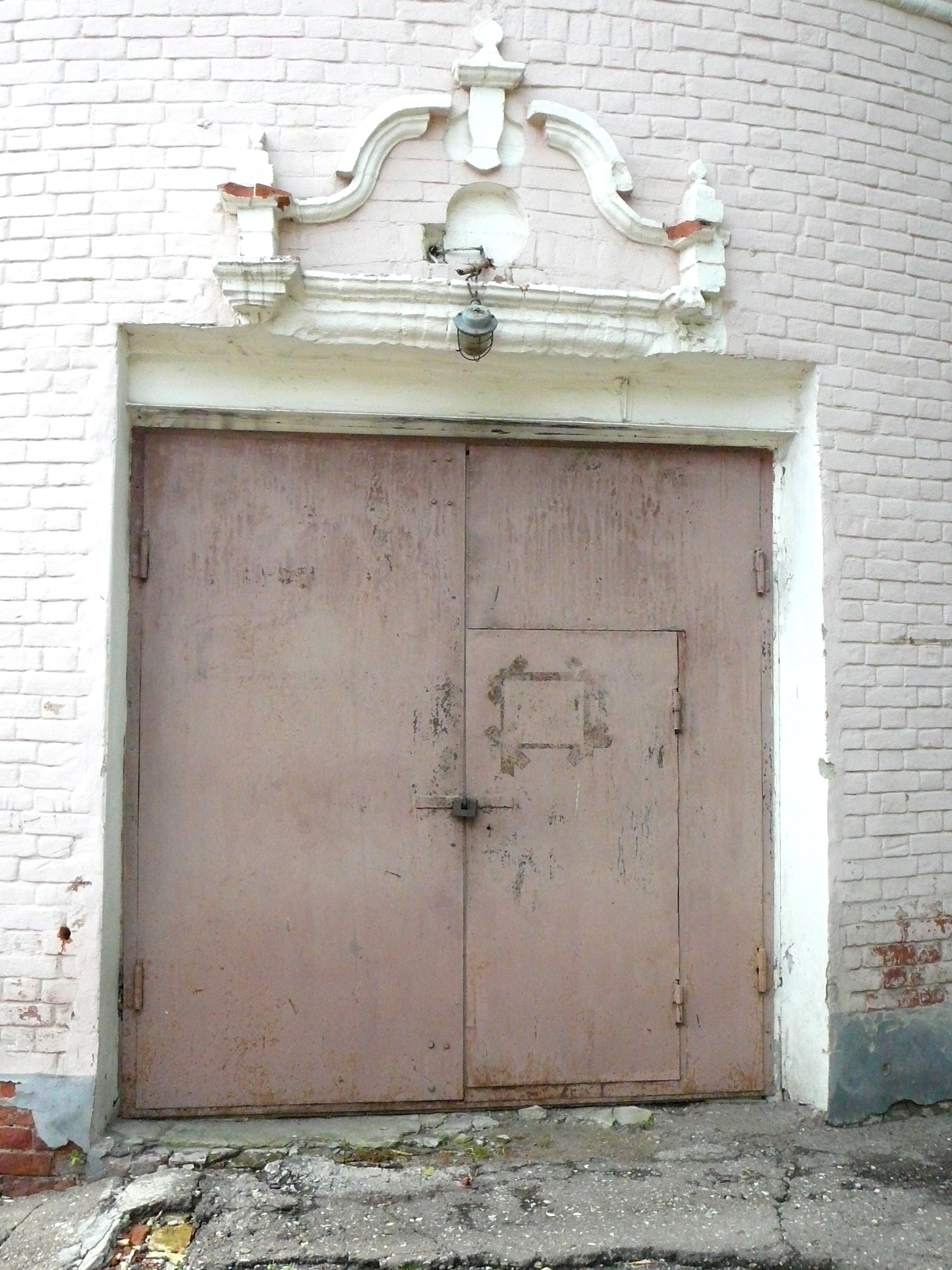
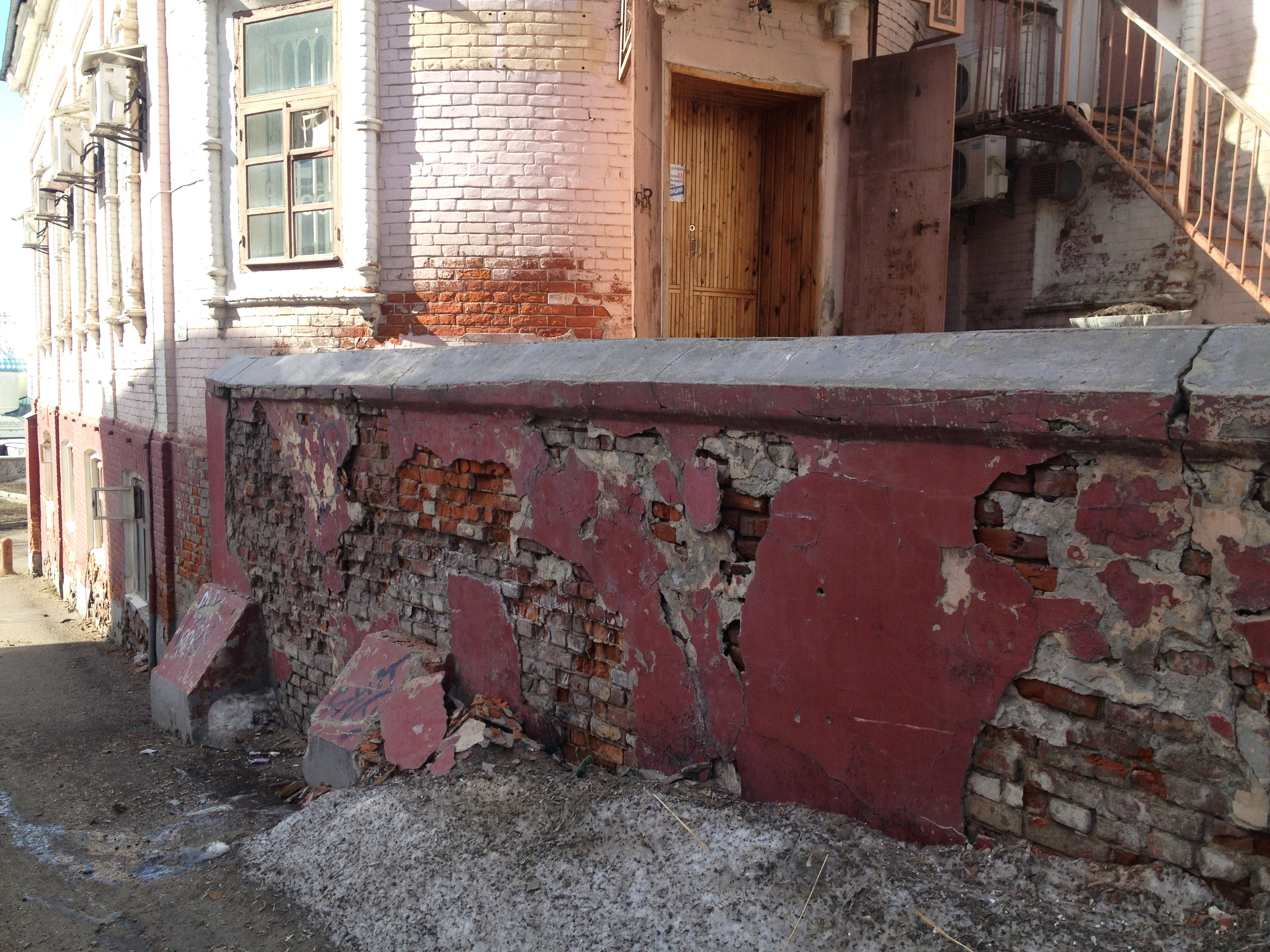
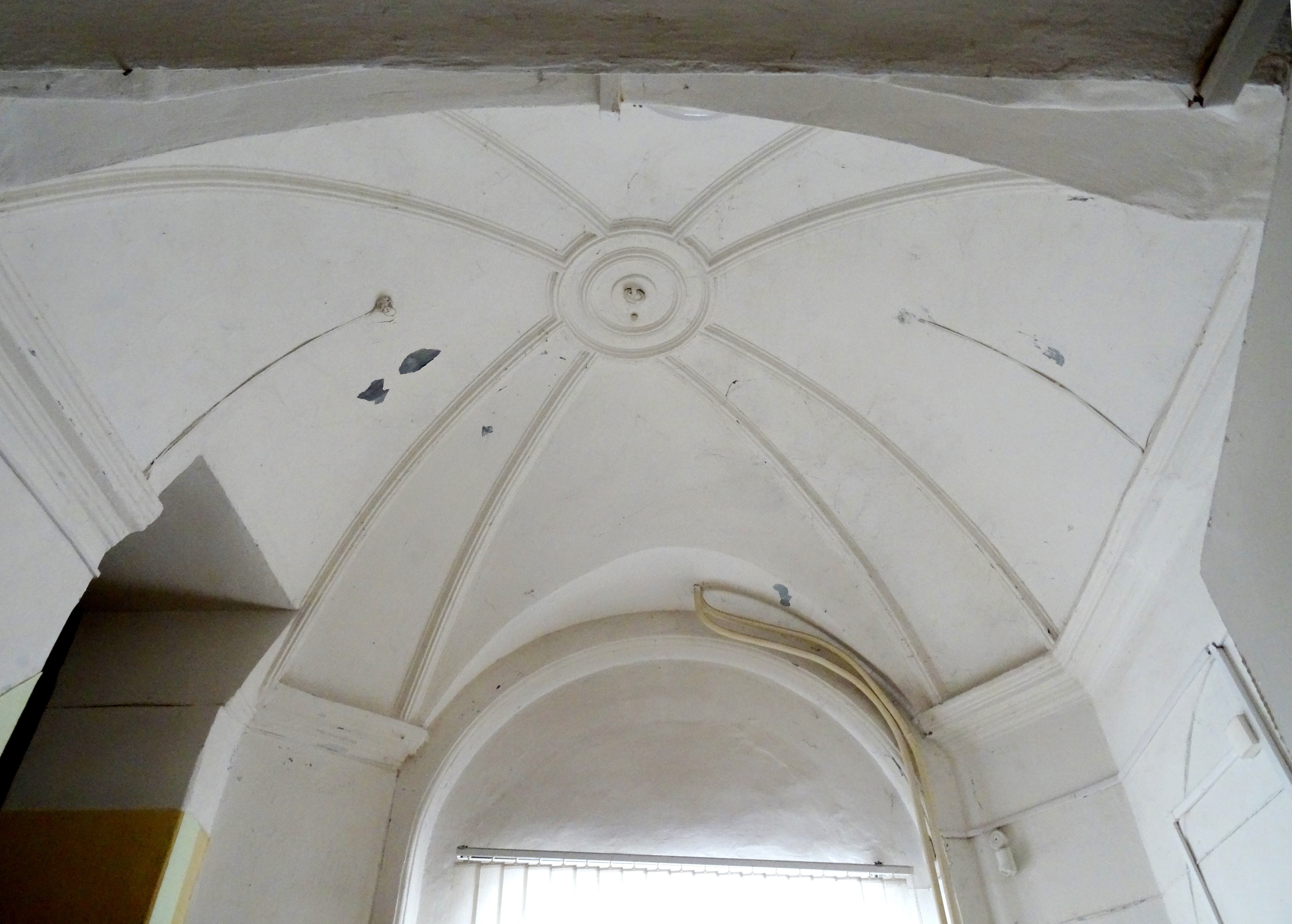
Интерьер

### Передача церкви Казанской епархии РПЦ
26 декабря 2016 года Информационное агентство «Татар-информ», со ссылкой на секретаря Казанской епархии РПЦ протоиерея В. М. Самойленко и генерального директора Национального музея РТ Г. Р. Назипову, распространило информацию о том, что в ближайшее время здание бывшей Николо-Гостинодворской церкви будет передано церкви.
«Мы обращались к Президенту нашей республики по вопросу передачи здания церкви, — отметил протоиерей В. М. Самойленко. — Пока официального решения не принято, потому что надо переселять Управление архивом нашей республики, но главное, что во время одного из обходов исторического центра Казани Президентом нашей республики последовало положительное высказывание в сторону такого решения».

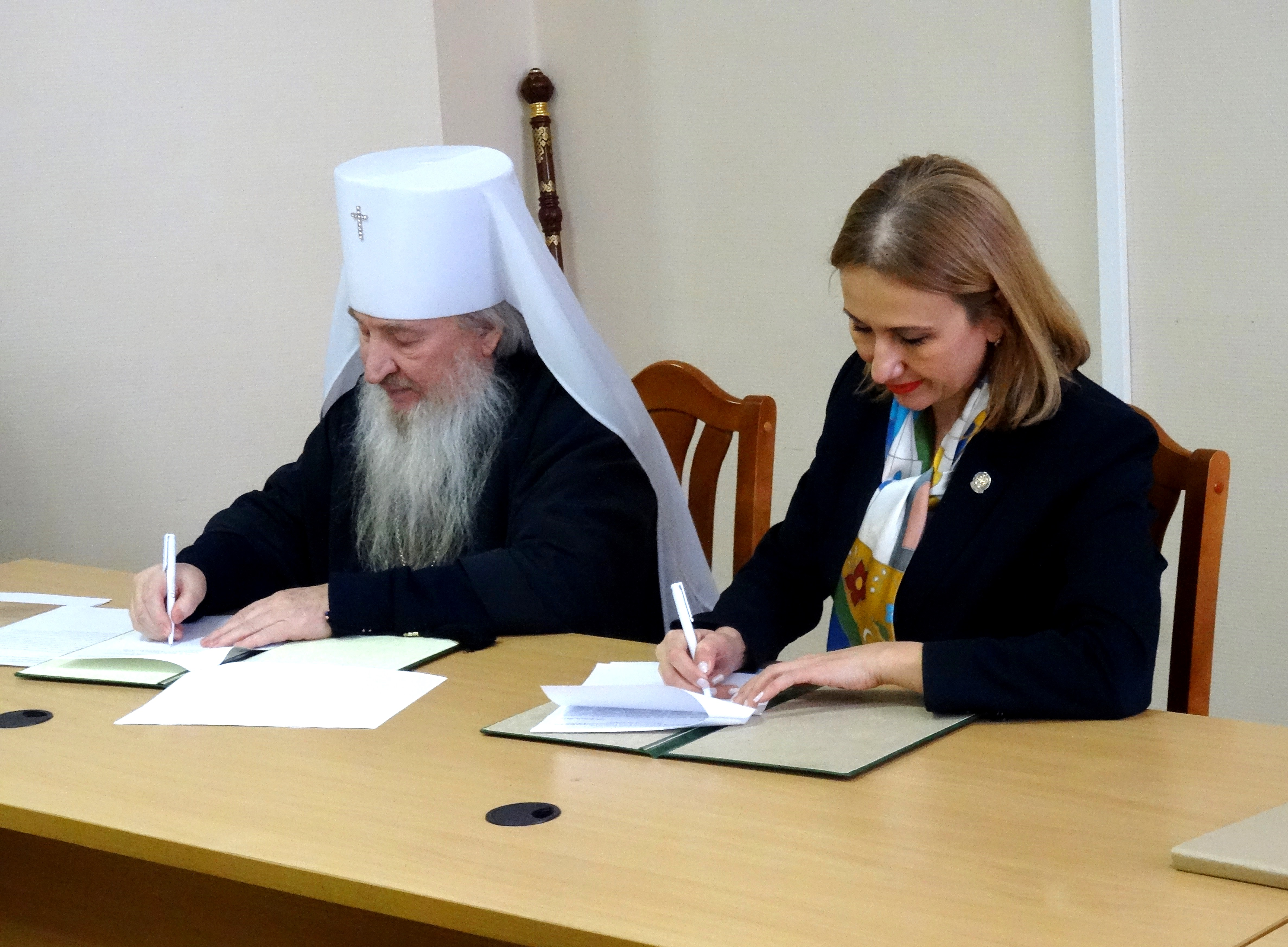
Подписание документов о передаче церкви Казанской епархии РПЦ (14 февраля 2017 года)

«Это памятник архитектуры, и после реконструкции Гостиного двора, — сказала Г. Р. Назипова, — церковь однозначно будет передана Православной Церкви, мы на неё не претендуем. В нашем музее есть материалы по истории Гостинодворской церкви, которые во времена Советской власти сберегли музейщики —- мы готовы их предоставить и организовать совместную выставку».
В 2016 году под размещение Государственного комитета Республики Татарстан по архивному делу было выделено другое здание по адресу: город Казань, улица Ново-Песочная, дом 44, в котором проведён ремонт.
24 января 2017 года состоялось расширенное заседание коллегии Государственного комитета Республики Татарстан по архивному делу с участием Президента Республики Татарстан Р. Н. Минниханова и Руководителя Федерального архивного агентства А. Н. Артизова, перед которым они посетили здание Государственного комитета Республики Татарстан по архивному делу
Согласно сообщению информационно-просветительского сайта Татарстанской митрополии РПЦ, 6 февраля 2017 года Министерство земельных и имущественных отношений Республики Татарстан передало здание Николо-Гостинодворской церкви в собственность Казанской епархии РПЦ «для использования в соответствии с уставной деятельностью».
14 февраля 2017 года прошла церемония официальной передачи здания бывшей Николо-Гостинодворской церкви Казанской епархии РПЦ, на которой Глава Татарстанской митрополии РПЦ, митрополит Казанский и Татарстанский Феофан (И. А. Ашурков) и председатель Государственного комитета Республики Татарстан по архивного делу И. Х. Аюпова подписали соответствующие документы.

### Восстановление церкви
30 августа 2017 года зарегистрирован «Фонд возрождения храма Николы Гостинодворского», учредителем которого выступила Казанская епархия РПЦ.